# Savignies
Savignies ist eine französische Gemeinde mit 926 Einwohnern (Stand 1. Januar 2022) im Département Oise in der Region Hauts-de-France. Sie gehört zum Arrondissement Beauvais, zur Communauté d’agglomération du Beauvaisis und zum Kanton Beauvais-1.

## Geographie
Die Gemeinde Savignies mit den Ortsteilen Courcelles, Le Montchel. Le Bénard und La Frênoye liegt zwölf Kilometer nordwestlich von Beauvais auf einem Plateau zwischen den Flusstälern von Thérain und Avelon. In Savignies liegt mit 239 m der höchste Punkt des Départements. Die Wälder um die Gemeinde sind als Natura-2000-Gebiet klassifiziert.

## Geschichte
Die Gemeinde hat seit dem Mittelalter einen Ruf für ihre Töpferei. 1592 wurde im Zug der Religionskriege die Kirche in Brand gesetzt. Im 17. und 18. Jahrhundert war der Ort Sitz einer Markgrafschaft.

## Einwohner
| Jahr                       | 1962 | 1968 | 1975 | 1982 | 1990 | 1999 | 2010 | 2021 |
| -------------------------- | ---- | ---- | ---- | ---- | ---- | ---- | ---- | ---- |
| Einwohner                  | 323  | 416  | 445  | 443  | 622  | 777  | 719  | 923  |
| Quellen: Cassini und INSEE |      |      |      |      |      |      |      |      |

## Sehenswürdigkeiten
- Kirche Saint-Remi mit freistehendem Turm und Gisant des Jean de Savignies[1]
- Kelter
- Taubenturm in der Ferme seigneurale

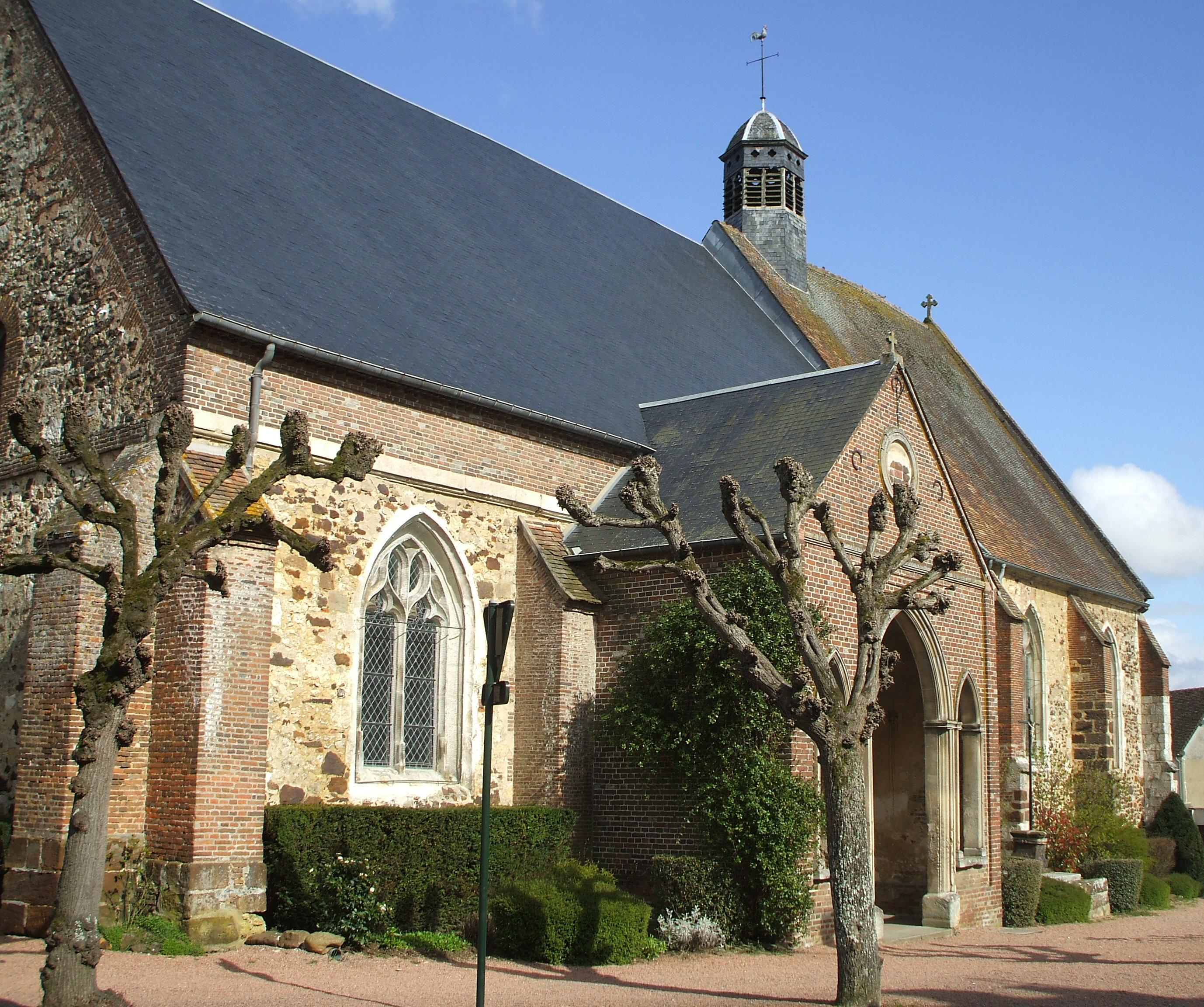
Kirche Saint-Rémi
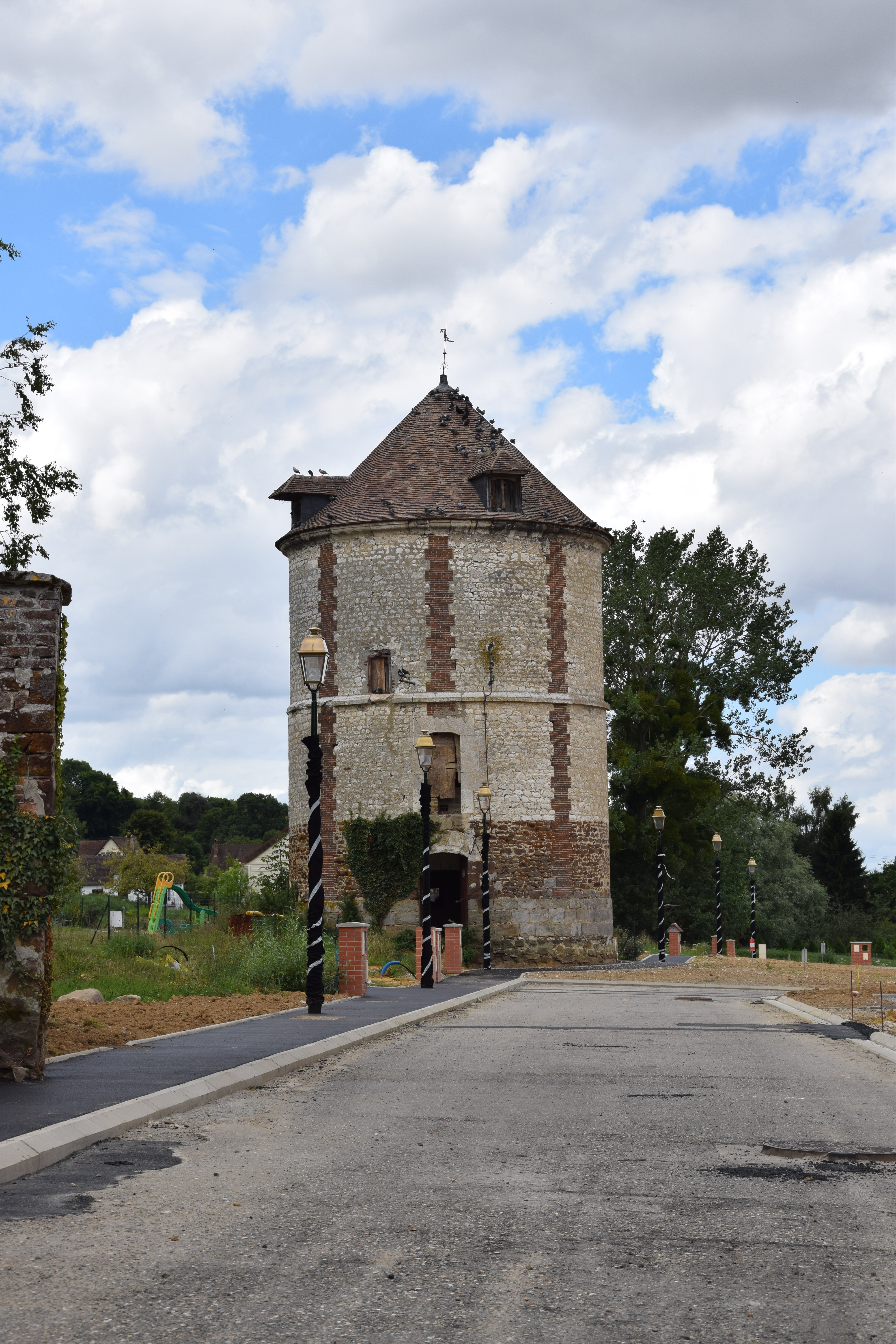
Taubenturm
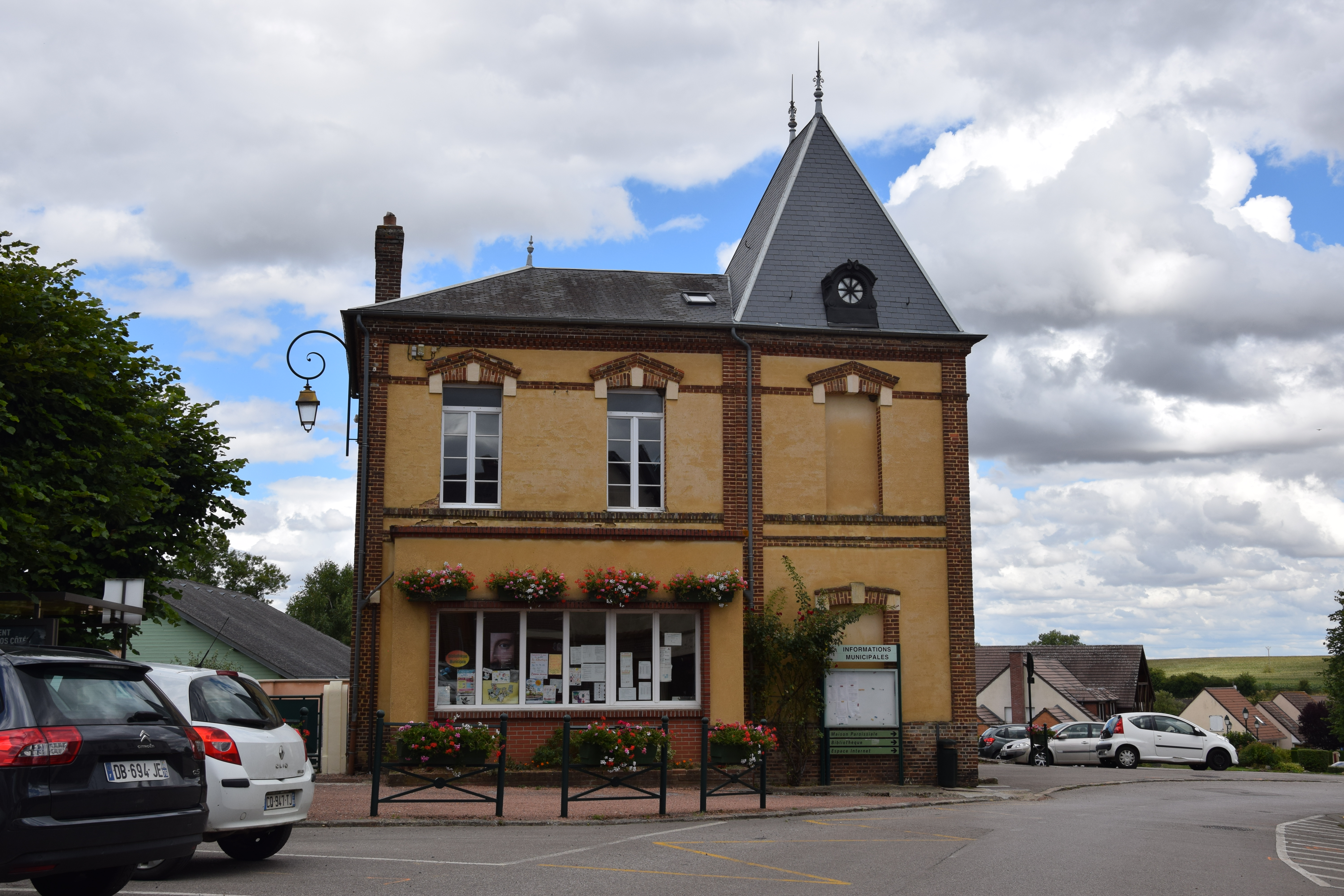
Schule
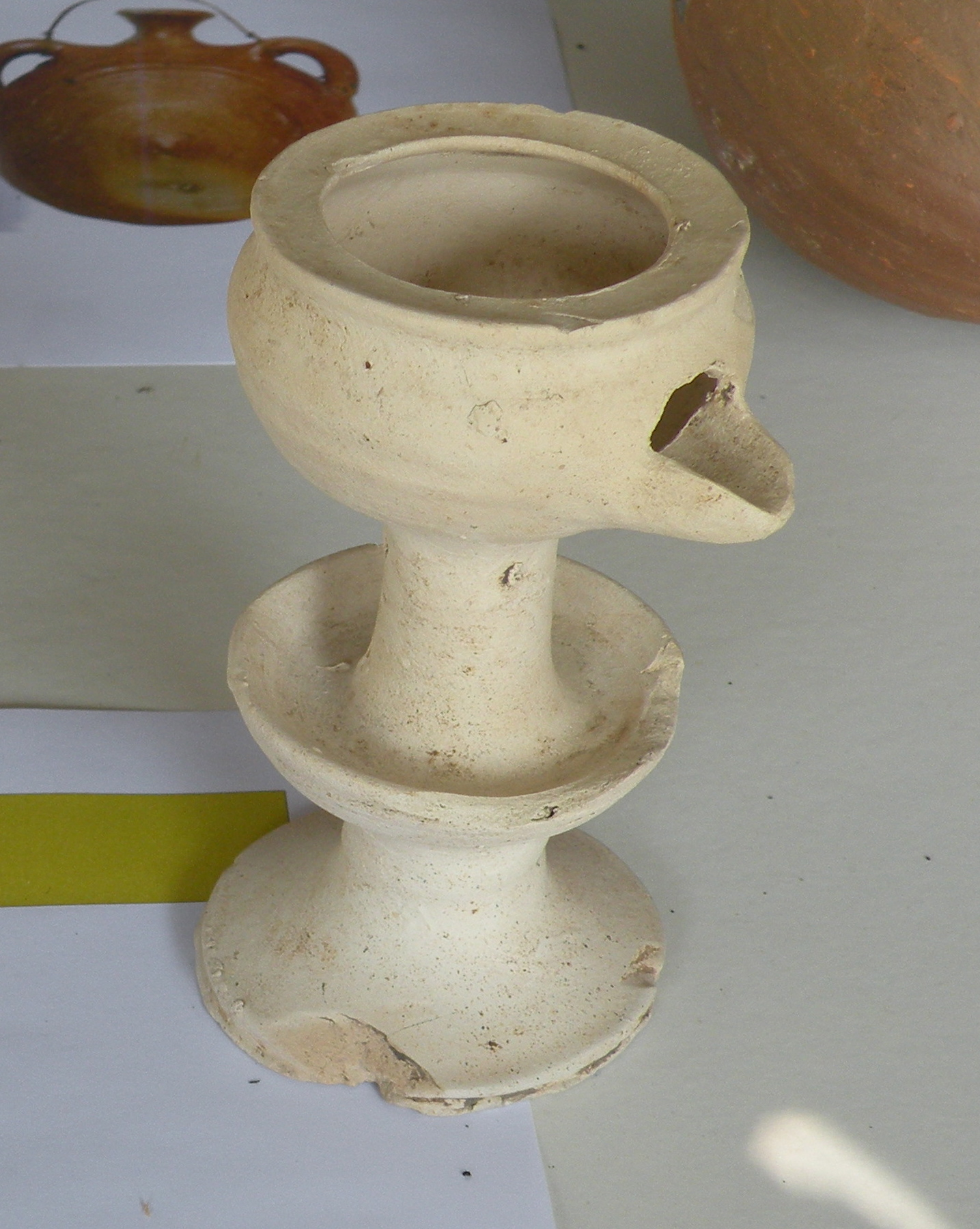
Getöpferte Öllampe aus Savignies

## Persönlichkeiten
- Eugène Canseliet (1899–1982), Autor und angeblicher Schüler von Fulcanelli, hier verstorben.
- Philippe Adrien (1939–2021), Theaterregisseur, Leiter des Théâtre de la Tempête à la Cartoucherie in Vincennes und Professor am Conservatoire National d’Art Dramatique in Paris